# Odontosoria biflora
Odontosoria biflora är en ormbunkeart som först beskrevs av Georg Friedrich Kaulfuss, och fick sitt nu gällande namn av Carl Frederik Albert Christensen. Odontosoria biflora ingår i släktet Odontosoria och familjen Lindsaeaceae. Inga underarter finns listade.